# Ulrich Unger
Ulrich Unger (* 10. Dezember 1930 in Leipzig; † 16. Dezember 2006 in Münster) war ein deutscher Sinologe und Lehrstuhlinhaber.

## Leben
Ulrich Unger studierte von 1948 bis 1952 an der Universität Leipzig Orientalistik und wurde dort zum Dr. phil. promoviert. Er habilitierte sich an der Universität Freiburg und lehrte dort von 1962 bis 1966. Von 1966 bis 1996 lehrte er als ordentlicher Professor für Sinologie und Direktor des Ostasiatischen Seminats an der Universität Münster. Der Schwerpunkt seiner Forschung war das Klassische Chinesisch, d. h. die im 5. bis 3. Jahrhundert v. Chr. gesprochene Sprache in China. Er arbeitete an einer Verbesserung der  Karlgrenschen Rekonstruktionen der Lautungen für die Klassische Periode. Er ist der Verfasser einer Serie von mehr als 75 sinologischen Rundbriefen, die unter dem Titel Hao-ku an Freunde und Kollegen verschickt wurden.
Unger war seit 1998 Leiter des DFG-Projekts Wörterbuch des Klassischen Chinesisch. Er hat eine eigene Umschrift für die Transkription des Klassischen Chinesisch entwickelt, das sogenannte Unger-System.
Zu seinem 70. Geburtstag erschien eine Festschrift unter dem Titel Und folge nun dem, was mein Herz begehrt. Sie enthält ein Verzeichnis seiner sinologischen Arbeiten.
Im Jahr 2019 erschien seine vorher nie vollständig publizierte Grammatik des Klassischen Chinesisch online zum kostenfreien Download bei CrossAsia-eBooks. Die Grammatik bestand eigentlich aus neun Bänden, wurde für die Online-Publikation zur besseren Durchsuchbarkeit aber zu einem zusammenhängenden PDF-Dokument vereinigt.

## Veröffentlichungen (Auswahl)
- 好古 = Hao-ku: sinologische Rundbriefe, Münster, Nr. 1, 7. April 1982 – Nr. 75, 30. Januar 2002.
- Einführung in das Klassische Chinesisch. Harrassowitz, Wiesbaden 1985 (2 Teile).
- Bronze des chinesischen Altertums. Auszüge aus dem Sachwörterbuch. Münster 1988.
- Glossar des Klassischen Chinesisch. Harrassowitz, Wiesbaden 1989.
- Rhetorik des Klassischen Chinesisch. Harrassowitz, Wiesbaden 1994.
- Grammatik des Klassischen Chinesisch.
  - Band 1: Wort, Syntagma. 4., unveränderte Auflage. Münster 1996
  - Band 2: Nominalsatz. 3., unveränderte Auflage. Münster 1996.
  - (Bisher sind neun Teile erschienen.)[2]
- Grammatik des Klassischen Chinesisch. Hrsg. von Reinhard Emmerich. CrossAsia-eBooks, 2019. Zugriff über https://crossasia-books.ub.uni-heidelberg.de/xasia/catalog/book/506
- Abriß der Literatur des chinesischen Altertums: prodesse aut delectare? Scriptum einer im Wintersemester 1997/98 gehaltenen Vorlesung. Münster 1998.
- Grundbegriffe der altchinesischen Philosophie. Ein Wörterbuch für die Klassische Periode. Wissenschaftliche Buchgesellschaft, Darmstadt 2000.
- Kleine Schriften. Hrsg. von Hans Stumpfeldt und Martin Hanke. Ostasien Verlag, Gossenberg 2009.